# Pokolj u Lušcu 2. studenoga 1991.
Pokolj u Lušcu je bio srpski ratni zločin iz doba srpsko-crnogorske agresije na Hrvatsku. 
Izveli su ga domaći pobunjeni Srbi uz pomoć snaga JNA i arkanovaca na Dušni dan 2. studenoga 1991. u vukovarskom prigradskom naselju Lužac. Za posljedicu je imao ubijena 59-ero Hrvata.

## Tijek događaja
Polovicom listopada Hrvatska vojska krenula je probijati se prema Vukovaru. Na to su EEZ-ovi promatrači "ultimativno zatražili prekid te akcije"(!!). S druge strane su velikosrbi i dalje pokušavali zauzeti grad kojeg su već u potpunosti razorile, no nikako se nisu uspijevali probiti u četvrti koje su se unatoč svim izgledima žestoko odupirale. Stoga su prvih dana studenoga premjestile svoj glavni stožer blizu Vukovara. Onda su velikosrpske postrojbe izravno napale Lužac. Dok su imali protuoklopnih sredstava, hrvatski su branitelji držali položaje. Čim su ostali bez njih, a bez ikakve opskrbe novim sredstvima, bili su prisiljeni povući se u središnje dijelove Vukovara. Tako je pao Lužac. A kad je palo vukovarsko naselje Lužac u osvajačeve ruke, može se govoriti o početku kalvarije hrvatskih stanovnika i branitelja grada Vukovara.
Time su braniteljske skupine ostale podijeljene na dva dijela. Jedna je bila ona iz Borova naselja, a drugu su činili branitelji koji su branili u vukovarskom središtu, te na Sajmištu i Mitnici. Crta koja ih je bila dijelila išla je od Lušca prema Dunavu i koritom rijeke Vuke prema središtu grada. Posljedica je bila i ta da hrvatski branitelji s položaja u Borovu naselju i kod Trpinjske ceste više nisu mogli svoje ranjenike ikako kvalitetnije liječiti, jer ih nisu mogli dovesti niti do vukovarske bolnice.
Sami Luščani su platili zbog agresorove isfrustriranosti što nisu uspjeli olako osvojiti Hrvatsku kao što su agresori zamislili, a što im sami stanovnici vukovarskog kraja nisu htjeli biti "okupirani, poniženi i strpani u neku novu Jugoslaviju" (u stvarnosti u novu Veliku Srbiju) - suprotno od onoga što su agresorskim postrojbama srbijanski i provelikosrpski mediji iz drugih republika mjesecima pisali i prikazivali. Štoviše, u tako iznimno teškim i nepovoljnim okolnostima, stanovništvo tog kraja je hrabro ustrajalo na putu hrvatske samostalnosti. Uslijedila je velika velikosrpska odmazda koja je bila planirana i smišljena. Izvršile su ju postrojbe predvođene tenkovima JNA uz paravojne postrojbe arkanovaca koje su ih pratile. Najteži i najbolniji dio je bila izdaja domaćih Srba. Oni su izravno prokazali domaće stanovnike, čak i sudjelovali u masakru nad 59 stanovnika Lušca. Smaknuti stanovnici su bili većinom nedužni civili.

## Sjećanje
Za razliku od Ovčare koja je dobila nekako prihvatljivu medijsku pozornost te znatno manje spominjanog pokolja u Lovasu, lužački pokolj je ostao gotovo prešućen, pa je i dvadeset godina nakon njega hrvatskoj javnosti ostao nepoznatim.
Do danas nije napisana niti jedna knjiga. Isto je s prikupljanjem svjedočanstava preživjelih. Od svega što je trebalo biti napravljeno, postoji samo jedan veliki bijeli križ koji je podignut kraj područje škole. No, ni tu sjećanje na žrtve i upozorenje na to tko je zločinac nije navedeno, jer nema nikakve spomen-ploče niti ikakva spomena s imenima ubijenih stanovnika, niti oznake tko je bio agresor, a tko žrtva (slično je sa spomenikom ubijenim hrvatskim policajcima u drugosvibanjskom pokolju u koji se nalazi u središnjem dijelu Borova Sela).

## Vanjske poveznice
- rž: 2. studenoga 1991. Vukovar – pad Lušca i pokolj 59 Hrvata, narod.hr, 2. studenoga 2015.
- World Places  Arhivirana inačica izvorne stranice od 14. siječnja 2012. (Wayback Machine) Lužac